# پژو کوازار
پژو کوازار یک خودروی مفهومی تولید شده توسط پژو می‌باشد. این خودرو درسال ۱۹۸۴ در شصت و هفتمین نمایشگاه اتومبیل پاریس به نمایش درآمد.

## تاریخ و توسعه
در سال ۱۹۸۴، پژو تلاش کرد تا وارد سری مسابقات اتومبیلرانی رالی فیفا گروپ بی شود، که تولیدکنندگان را ملزم به استفاده از نسخه‌های اصلاح شده خودروهای موجود خود می‌کند. با همکاری هولیز و زیرمجموعه‌هایش پژو ۲۰۵ تی۱۶ را ساختند. پژو ۲۰۵ تی۱۶ در نوع اتومبیلرانی مورد نظر خود بسیار موفق بود و تبلیغات چشمگیری را برای پژو به دست آورد.

بعداً در همان سال، پژو دو طراح مشهور خود را آورد تا یک مدل مفهومی را بر اساس شاسی و موتور پژو ۲۰۵ تی ۱۶ تولید کند. طراحی این خودرو بسیار آینده نگرانه بود. درهای این خودرو به صورت قیچی وار باز می‌شد و یک نمایشگر بزرگ در کابین خودرو بود.

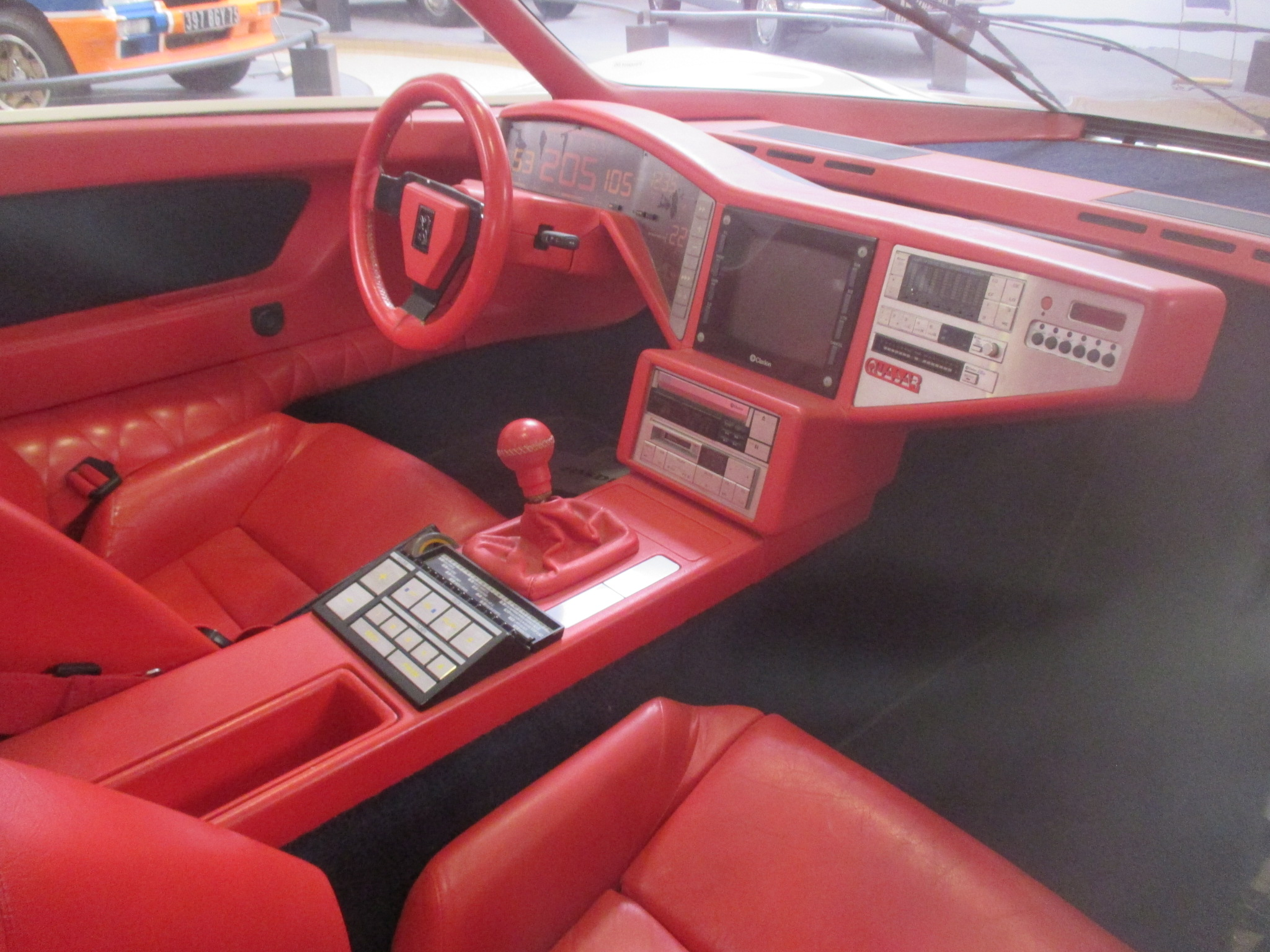
نمای داخلی ، نمایش صفحه مرکزی و استفاده گسترده از چرم قرمز.
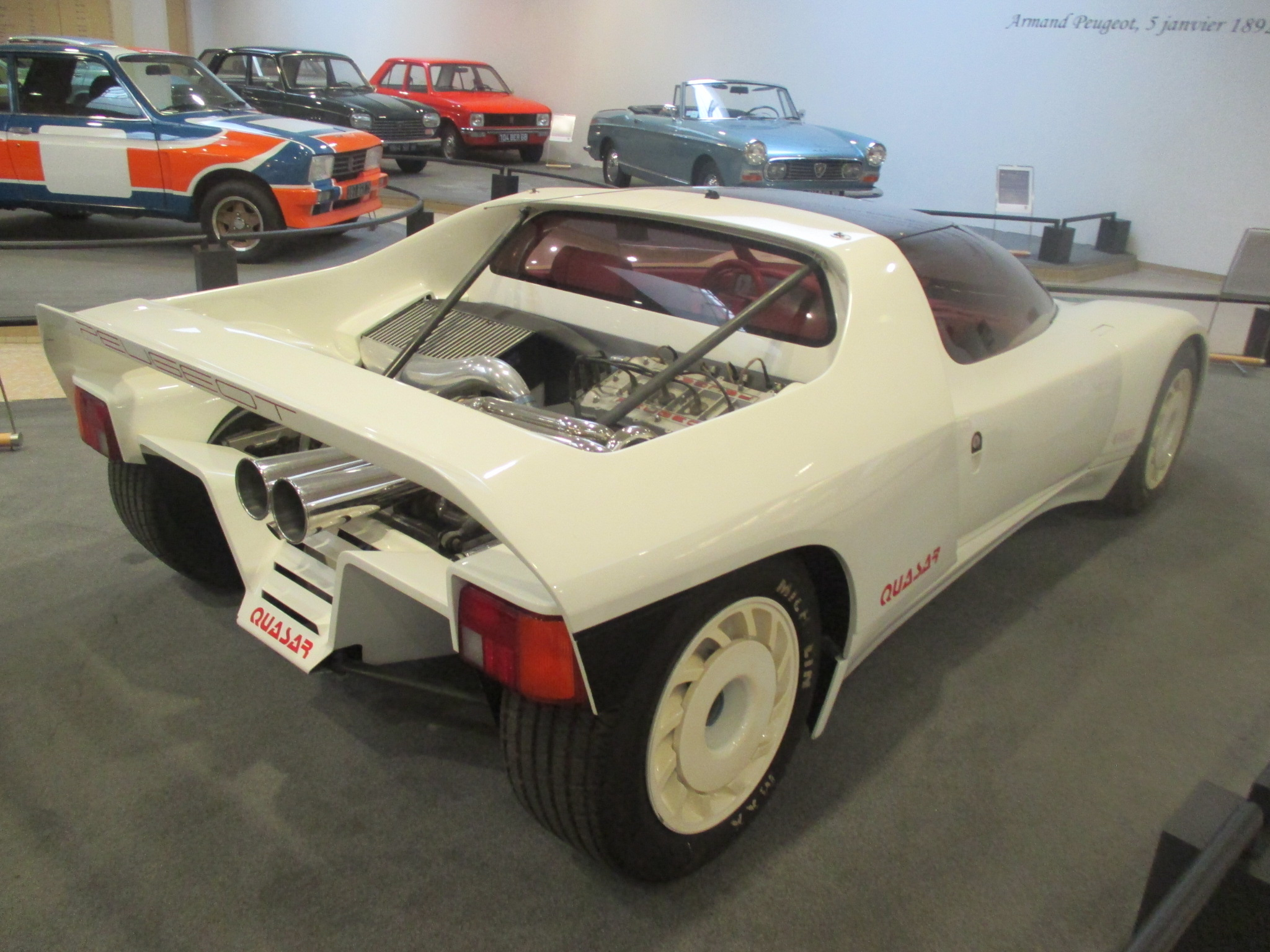
نمای عقب ، عدم وجود پانل‌های بدنه عقب و موتور در معرض دید.

علیرغم مفهوم کامل، کوازار هرگز تولید نشد و نمونه اولیه آن در موزه پژو به نمایش درآمد.

## مشخصات فنی
این خودرو از یک موتور تی۱۶ با توانایی تولید ۶۰۰ اسب بخار و۳۶۰ نیوتن متر گشتاور بهره می‌برد. تعلیق این خودرو بسیار شبیه خودروهای فرمول یک است.